# Гуманне ставлення до тварин
Гуманне ставлення до тварин (гуманне поводження з тваринами) — неспричинення жорстокості тваринам, уважне, любовне, добре ставлення до тварин, співчуття до них, повага до їхнього життя, прав і свобод, сприяння їхньому благу, бути їм корисними, надавати їм допомогу, покращувати якість життя тварин.

## Розвиток ідеї гуманного ставлення до тварин
З часів Будди і Мухаммеда найкращі представники людства стали закликати до гуманного ставлення до тварин. Однак спочатку під гуманним ставленням до тварин мався на увазі тільки прояв таких дій як заборона на жорстокість, а також прояв співчуття, жалю, доброти, та й то не до всіх без винятку тварин, а тільки стосовно ссавців і птахів, до того ж в основному до свійських або сільськогосподарських. З часів Святого Франциска Ассизького ці традиції стали поширюватися також і на диких птахів і ссавців.
А. Швейцер розповсюдив поняття гуманного ставлення до тварин (етика благоговіння перед життям) до будь-якої життєвої форми тварин (щоправда, це стосувалося лише індивідуальних тварин). Російські гуманісти І. І. Горбунов-Посадов і Д. Андрєєв на початку — середині XX ст. стали говорити про захист прав тварин. Поступово стала поширюватися думка про те, що гуманному відношенню підлягають не тільки безумовно корисні тварини, а й так звані «шкідливі», а також і ті, яким довгий час відмовляли в будь-якому гуманному ставленні з видових причин, наприклад, риби. Про захист прав тварин як повноцінну концепцію і важливу складову гуманного ставлення до тварин (як до особин, так і до видів всіх без винятку життєвих форм, в тому числі й «шкідливих») стали говорити тільки наприкінці XX ст..

## Опір гуманному ставленню до тварин
Гуманне ставлення до тварин нерідко зустрічає активний супротив [джерело не вказане 4245 днів]. В першу чергу це відноситься до різних зоохантерів (догхантери, кроухантери, бетхантери, фалкхантери, ретхантери) [джерело не вказане 4245 днів], які з'явилися в останні кілька років в Україні та Росії [джерело не вказане 4245 днів]. Зоохантери не тільки знищують бродячих собак, котів, ворон, кротів, граків, кажанів за допомогою отрут або зброї [джерело не вказане 4245 днів], а й активно пропагують жорстокість у ставленні до тварин в ЗМІ[відсутнє в джерелі][джерело не вказане 4245 днів]. Нерідко розповсюджувачами жорстокого поводження з тваринами є мисливські товариства, які організовують акції знищення Вовків, сорок, сов, хижих птахів, рисей, ворон, що відстоюють застосування капканів, використання притравочних станцій і також пропагують ці погляди в ЗМІ. Жорстокі способи у ставленні до кротів, сліпаків, бобрів, хижих птахів нерідко використовують і пропагують у ЗМІ різні садівники-аматори, а також голуб'ятники.

## Законодавча база гуманного ставлення до тварин в Україні
Базовим Законом в Україні, що визначає принципи гуманного поводження з тваринами, є прийнятий у 2006 р. Закон України «Про захист тварин від жорстокого поводження». Згідно з даним законодавчого акту, гуманним ставленням до тварин називаються «дії, які відповідають вимогам захисту тварин від жорстокого поводження і передбачають добре ставлення до тварин, сприяння їхньому благу, покращення якості життя тощо». Цей Закон спрямований не тільки на заборону або обмеження низки жорстоких дій людини щодо тварин (їх отруєння, побиття, нацьковування один на одного, видобуток малюків тощо), але і в ст. 6 Закону «Виховання гуманного ставлення до тварин» зазначено про необхідність введення у всіх середніх і вищих навчальних закладах курсів з екологічної етики та гуманного ставлення до тварин. Стаття 5 цього Закону забороняє пропаганду жорстокості до тварин і також пропаганду полювання в системі дошкільної, середньої, професійно-технічної та вищої освіти.

## Гуманне ставлення до рослин
Гуманне ставлення до рослин — неспричинення жорстокості відносно рослин, добре до них ставлення. До випадків прояву жорстокості стосовно рослин можна віднести вирізання ініціалів на корі дерев, масове знищення занесених до Червоної книги першоцвітів з метою їх продажу, викидання кімнатних рослин на вулицю, нівечення рослин на потребу примхам дизайну тощо. З метою протидії подібним вчинкам розробляються різні етичні кодекси поведінки стосовно рослин.